# Balneario de Segura de los Baños
El balneario de Segura de los Baños es un balneario aragonés situado en el municipio de Segura de los Baños, en la comarca de las Cuencas Mineras. Las instalaciones termales se encuentran situadas a 5 km de la localidad, en la ribera del río Aguas.  El balneario cerró en 1983, abriendo de nuevo sus puertas en 2017.

## Historia
No se sabe bien cuando comenzaron a emplearse estas aguas con fines terapéuticos. El primer edificio del complejo fue un santuario en honor a San Ramón que se construyó ahí en el año 1716. Poco después se construyó la "Casa de Rincón" junto a la ermita y más hacia adelante otro edificio entre el río y el camino de Segura. En esas zonas las aguas no se servían para bañarse, puesto que no existían ningún edificio para esta función, pero sí que se empleaban para beber. Los enfermos se acercaban hacia la zona para coger el agua directamente en los manantiales.
Por ello el cabildo de Segura, que había construido la ermita, construyó una nueva edificación, la "Casa del Puente", que serviría para acoger las instalaciones balnearias. Así, cogiendo el agua de un manantial la llevaban hacia la casa por un conducto de tejas y la repartían entre cuatro bañeras. Además, como la temperatura del agua no era muy alta, se solía calentar en una caldera para que así los clientes pudieran tenerla buena temperatura. 
Algunos años después una crecida del río derribó parcialmente la "Casa del Puente" salvo en la planta baja donde se encontraban las bañeras y las tuberías que llevaban el agua. Entonces se decidió de hacer otro edificio nuevo junto al río, llamado actualmente "Casa de las Pilas Viejas". Esta nueva edificación, de un único piso, se dividía en cuatro partes con dos secciones cada una. En una parte los bañistas podían desnudarse y echarse en la cama después del baño y en la otra se encontraban las bañeras o pilas. Junto a esta casa se construyó más tarde otra, llamada "Casa de la Fuente", que recibe las aguas de un nuevo manantial del margen derecho del río Aguas. Posteriormente, se construyó junto a la ermita la "Casa Fonda", un edificio destinado a servicios de hostelería la donde se daba también alojamiento. 
Durante la Primera Guerra Carlista (1833-1840), Ramón Cabrera se refugió en Segura de los Baños, sufriendo un sitio que duraría hasta la rendición de este el 29 de febrero de 1840 ante las tropas del duque de la Victoria. El pueblo fue casi arrasado y los baños incendiados, quemándose las casa del rincón y la hospedería.

## Aguas y tratamientos
Las aguas del balneario salen de hasta cinco manantiales diferentes y son aguas bicarbonatadas. Algunas de estas aguas son silicatadas y tienen una temperatura de 23 °C mientras que otras son ferruginosas y brotan a 17 °C.
Se le atribuyen a las aguas de Segura propiedades contra los reumatismos y algunas enfermedades oculares.